# 소니 인터랙티브 엔터테인먼트
주식회사 소니 인터랙티브 엔터테인먼트(영어: Sony Interactive Entertainment Inc., 일본어: 株式会社ソニー・インタラクティブエンタテインメント)는 소니그룹의 자회사로 가정용 게임기와 게임 소프트웨어의 개발, 판매를 하는 게임 개발사이다.
1993년 11월 16일, 소니의 기술자와 소니 뮤직 엔터테인먼트의 직원에 의해 도쿄도 미나토구에 소니 컴퓨터 엔터테인먼트(Sony Computer Entertainment)가 창립되었다. 1994년에 가정용 게임기 플레이스테이션을 발매하여 게임 시장에서 선두의 위치에 섰다.
2000년 발매된 플레이스테이션 2 시대에는 닌텐도의 차세대 게임기 게임큐브나 마이크로소프트의 엑스박스의 등장에도 굴하지 않고 압도적인 우위를 유지하였다. 그러나 2004년 닌텐도 DS, 2006년 Wii와 닌텐도 DS 라이트가 등장하면서 10년간 지켜오던 정상의 자리를 닌텐도에게 빼앗기고 말았다. 2004년에는 휴대용 게임기 플레이스테이션 포터블을 발매하였고, 2006년 플레이스테이션 3가 발매되었으며, 일본은 11월 11일, 북미는 11월 17일에 발매되었다. 대한민국에는 2007년 6월 16일 발매되었다.
2016년 4월 소니 컴퓨터 엔터테인먼트와 소니 엔터테인먼트 네트워크가 합병하여 본사를 미국에 두는 소니 인터랙티브 엔터테인먼트가 출범하였다. 소니 인터렉티브 엔터테인먼트는 이후 일본 시장의 중요도를 낮추었으며 일본 내의 개발조직인 재팬 스튜디오를 대폭 구조조정하는 등 미국 사업에 집중하는 행보를 보이고 있다.

## 가정용 게임기
- 플레이스테이션
- 플레이스테이션 2
- PSone
- 플레이스테이션 3
- 플레이스테이션 4
- 플레이스테이션 4 프로(PRO)
- 플레이스테이션 5

## 휴대용 게임기
- 포켓스테이션
- 플레이스테이션 포터블
- PSP Go
- 플레이스테이션 비타

## 갤러리

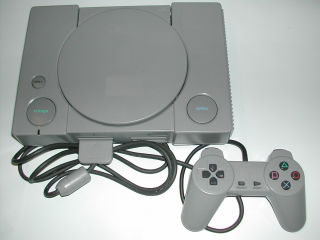
플레이스테이션
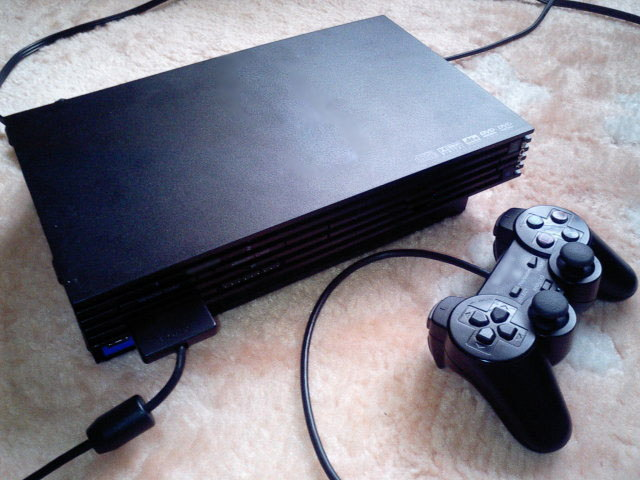
플레이스테이션 2
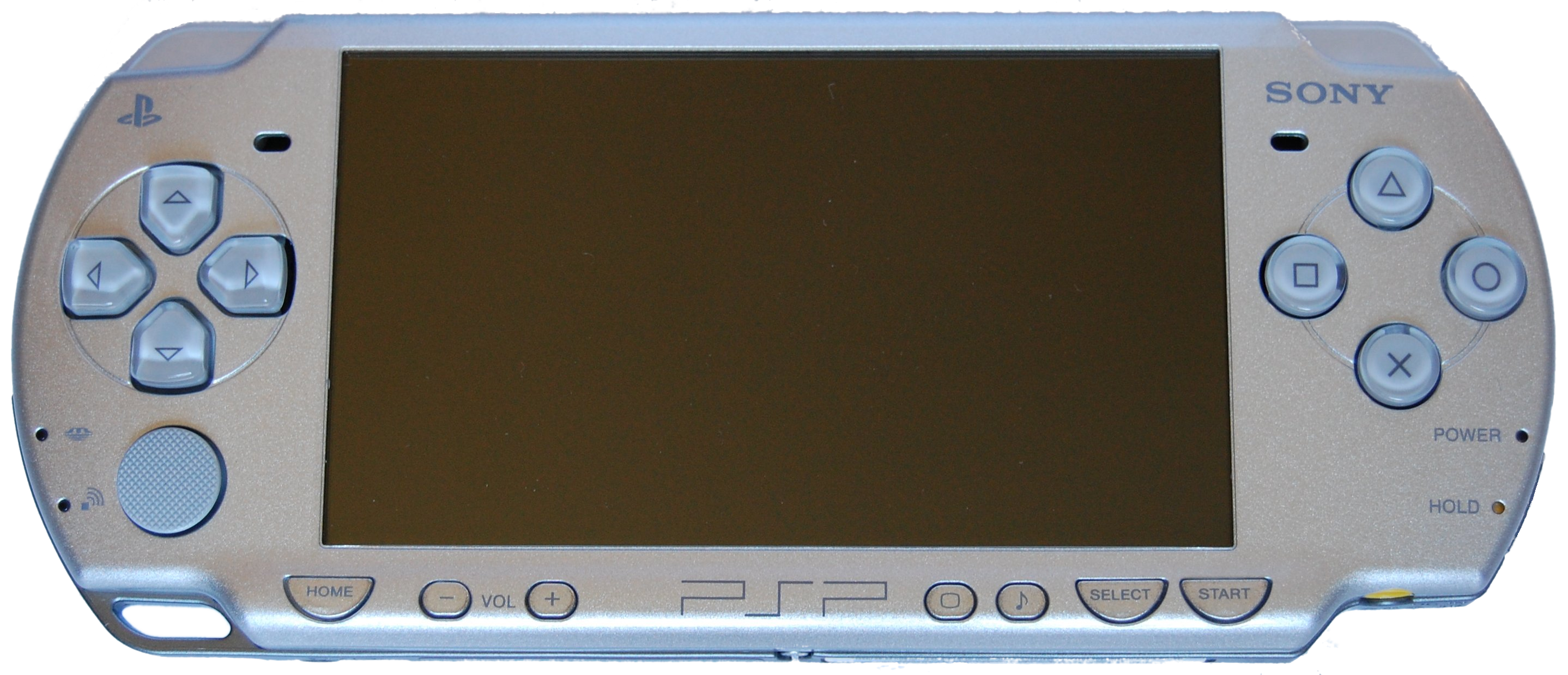
플레이스테이션 포터블
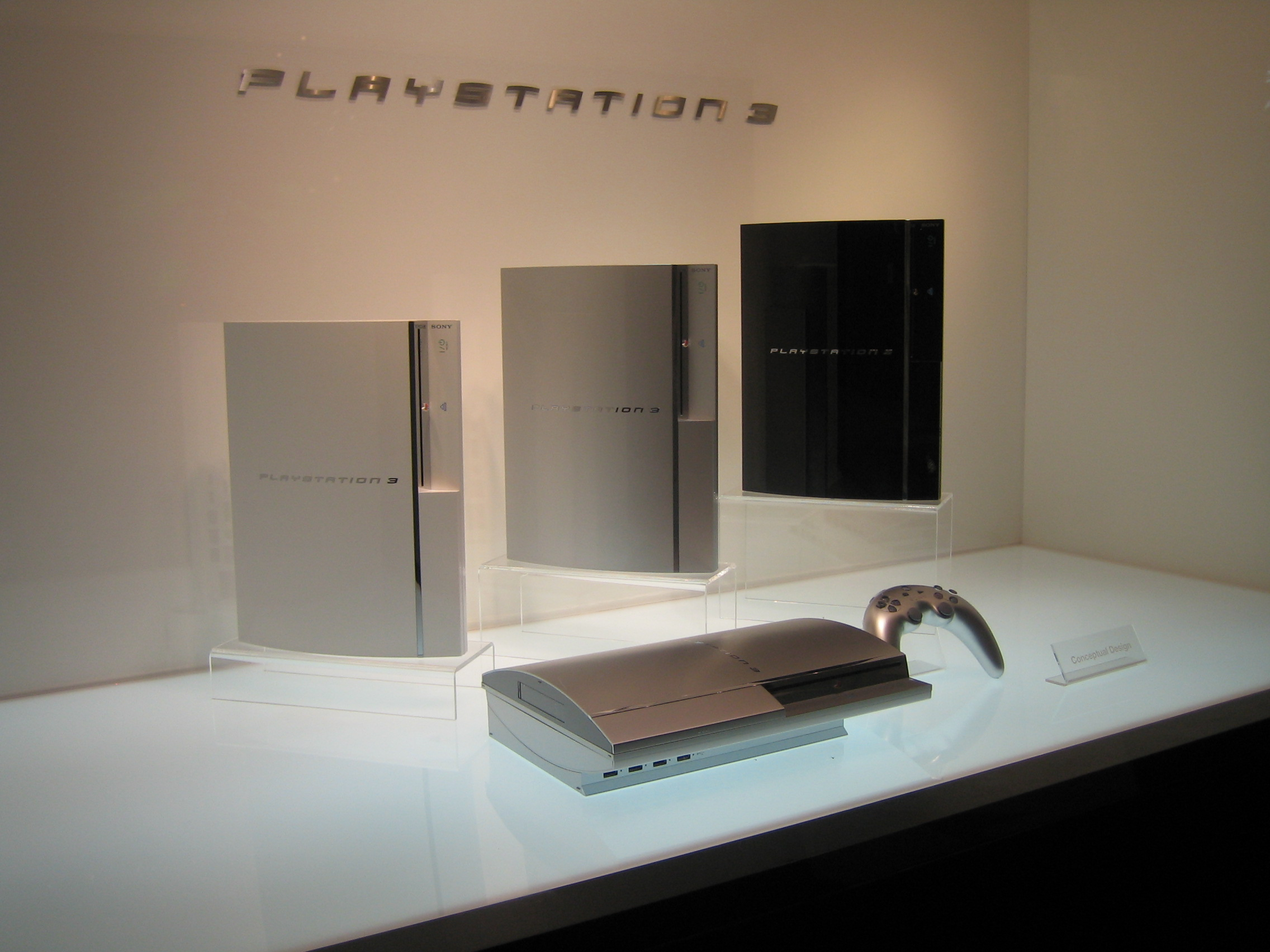
플레이스테이션 3
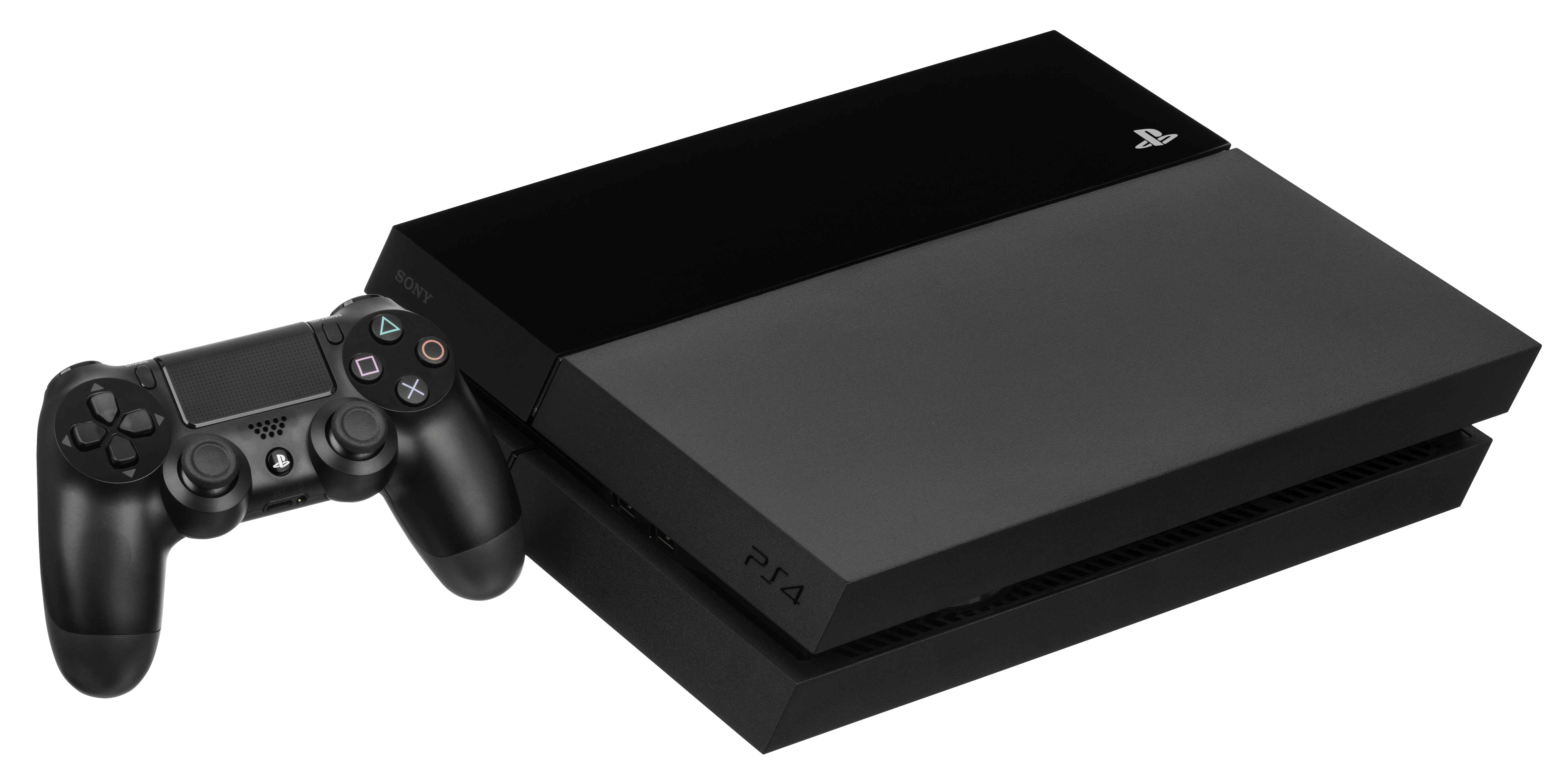
플레이스테이션 4
플레이스테이션 비타